# Tatiana Yegórova
Tatiana Vladimirovna Egorova (translitera del rusocirílico Егорова Татьяна Владимировна) (1 de diciembre de 1930 - 6 de mayo de 2007) fue una botánica rusa, que trabajó extensamente en el "Instituto Komarov de Botánica", Academia Rusa de Ciencias, en San Petersburgo.

## Algunas publicaciones

### Libros
- t.v. Egorova, ole alfred Mathisen. 1962. Causes of fluctuations in the abundance of Oncorhynchus nerka (Walbaum) of the Ozernaya River (Kamchatka). N.º 159 de Circular Universidad de Washington. Fisheries Research Institute.
- 1999. The sedges (Carex L.) of Russia and adjacent states (within the limits of the former USSR). Ed. Missouri Botanical Garden Press. 772 pp. ISBN 0915279673
- tatiana v. Egorova, valery i. Grubov. 2000. Plants of Central Asia: plant collections from China and Mongolia. Ed. Science Publishers. 200 pp. ISBN 1578080622

- La abreviatura «T.V.Egorova» se emplea para indicar a Tatiana Yegórova como autoridad en la descripción y clasificación científica de los vegetales.[1]